# Augustin Eduard
Augustin Eduard est un footballeur roumain né le 1er août 1962 à Târgoviște. 

## Carrière
- 1980-1982 : FC Argeș Pitești ( Roumanie)
- 1982-1985 : FC Steaua Bucarest ( Roumanie)
- 1985-1990 : FC Argeș Pitești ( Roumanie)
- 1990-1991 : FC Dinamo Bucarest ( Roumanie)
- 1991-1993 : CF Gloria Bistrița ( Roumanie)

## Palmarès
- Championnat de Roumanie de football : 1985
- Coupe de Roumanie de football : 1985